# Soberana 02
Soberana 02, nombre técnico FINLAY- FR-2 anti SARS-CoV-2, es una vacuna contra la COVID-19 del tipo vacuna conjugada / vacuna de subunidades desarrollada por el Instituto Finlay de Vacunas (IFV), perteneciente al Fondo Cubano para la Ciencia e Innovación (FONCI) del Ministerio de Ciencia, Tecnología y Medio Ambiente de Cuba. Al concluir los estudios de Fase II presentados en junio de 2021, Soberana 02 mostró una eficacia del 62%. Recibió el Autorizo de Uso de Emergencia por la autoridad regulatoria cubana el 20 de agosto de 2021.
Los resultados finales de las pruebas Fase III muestran además una eficacia de 71.0%, ante las cepas beta y delta, así como se probó que la tercera dosis de Soberana Plus aumentó la eficacia hasta un 92,4%.
El país desarrolla cinco candidatos vacunales: Soberana 01, Soberana 02, Soberana Plus, Mambisa y Abdala, estas últimas dos desarrolladas por el Centro de Ingeniería Genética y Biotecnología.

## Descripción
Soberana 02 es una vacuna conjugada o de subunidades en la que el dominio receptor-obligatorio (RBD) del SARS-CoV-2, el antígeno del virus, está enlazado químicamente a un toxoide tetánico que funge como proteína portadora. Usa además hidróxido de aluminio para estimular la respuesta inmune. Se debe colocar en dos dosis, una 28 días después de administrada la primera dosis. No necesita refrigeración especializada.

## Desarrollo

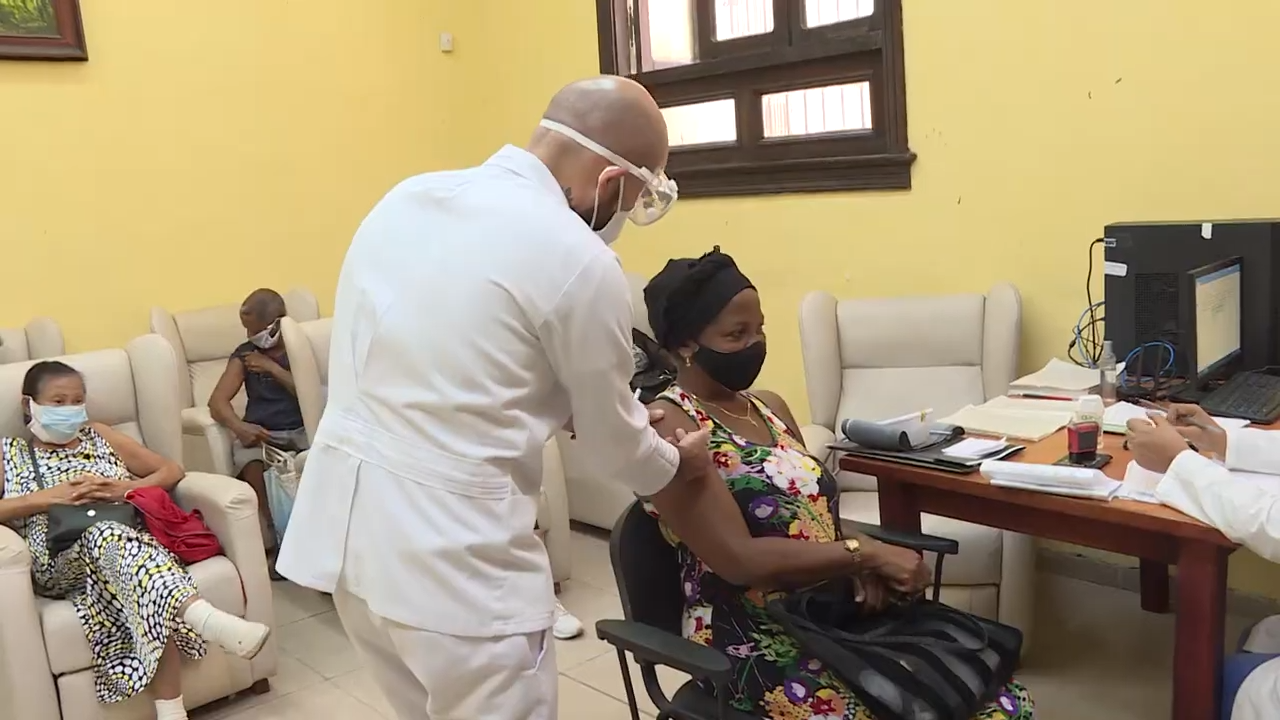
Pruebas de Fase III en La Habana, marzo de 2021.

El 27 de octubre de 2020 el Centro para el Control Estatal de Medicamentos, Equipos y Dispositivos Médicos de Cuba aprobó el inicio de la Fase I de pruebas de Soberana 02.
El 18 de enero de 2021 concluyó la Fase II B que se aplicó a 900 personas voluntarias que recibieron Soberana 02 en el Policlínico 19 de abril del municipio Plaza de la Revolución y la Clínica 1 del municipio La Lisa. Según los resultados de esta fase, la inmunidad máxima en las personas se alcanzó tras 14 días.
El 1 de marzo de 2021 inició en distintas partes de Cuba pruebas de  ensayos clínicos de Fase III entre ellas la aplicación de 150 000 dosis a trabajadores de salud de primera línea, de La Habana.  Las 44 mil personas participantes en esta fase, de edades entre 19 y 80 años, son divididos en tres grupos para realizar una prueba controlada aleatorizada donde el primer grupo recibirá las dos dosis convencionales, un segundo grupo tendrá las dos dosis convencionales más una tercera dosis (conocida como Soberana +) y finalmente un tercer grupo recibirá un placebo. Se tiene previsto que esta fase concluya en junio de 2021. En marzo de 2021 la vacuna se encontraba en pruebas de ensayos clínicos Fase III siendo el primer candidato vacunal de América Latina en alcanzar dicha fase.
El 22 de junio de 2021 el Gobierno de Cuba anunció que al concluir la Fase II, se reporta una eficacia del 62% de Soberana 02 con un esquema de sólo 2 inyecciones de las 3 planificadas en su diseño.

## Distribución
Una vez concluida la Fase III, Cuba tiene planeado fabricar 100 millones de dosis tanto para inmunizar a su población como exportarla a otros países del mundo. En febrero fue anunciado que México estaba interesado en comprar vacunas Soberana 02. Países como Vietnam, Jamaica y Venezuela han confirmado interés igualmente. En marzo de 2021 el IFV firmó un acuerdo con el Instituto Pasteur, de Irán, con el fin de realizar pruebas de Fase III fuera del territorio cubano.
El gobierno cubano ha anunciado que, además de las razones humanitarias y médicas, la producción masiva de Soberana 02 reportará beneficios económicos pues será exportada, a bajos precios, a naciones que no tiene  la posibilidad de adquirir otros inmunógenos contra el SARS-COV2.